# Rafael Menezes
Rafael Cesar Menezes detto Gigante (...) è un giocatore di football americano e allenatore di football americano brasiliano, che gioca come guardia destra per i Flamengo Imperadores.

## Palmarès
- 1 Brasil Bowl (Fluminense Imperadores, 2011)